# Перелік військових навчальних закладів ЗС СРСР
Станом на середину 1980-х років
Діяльністю військових навчальних закладів в складі Міністерства оборони СРСР займалося Головне управління військових навчальних закладів МО СРСР, у КДБ — Управління кадрів КДБ СРСР, в тому числі, у складі прикордонних військ — Відділ військових навчальних закладів. У МВС відповідна діяльність перебувала в компетенції Управління навчальних закладів і науково-дослідних установ МВС СРСР.

## Міністерство оборони СРСР

### Генеральний штаб Збройних сил СРСР[ru]
- Академії

1. Військова ордена Леніна, Червонопрапорна, ордена Суворова академія Генерального штабу Збройних сил СРСР імені К. Є. Ворошилова (Москва)
2. Військова академія Радянської армії[ru] (Москва)

- Інститути

1. Військовий Червонопрапорний інститут Міністерства оборони СРСР[ru] (Москва)

- Інженерні

1. Воронезьке вище військове інженерне училище радіоелектроніки[ru] (Воронеж)
2. Череповецьке вище військове інженерне училище радіоелектроніки (Череповець)

- Спеціального зв'язку

1. Краснодарське вище військове ордена Жовтневої Революції, Червонопрапорне училище імені генерала армії С. М. Штеменко[ru] (Краснодар)

- Спеціалістів мобілізаційних органів

1. 8-мі Центральні офіцерські ордена Червоної Зірки курси вдосконалення офіцерів мобілізаційних органів Збройних сил СРСР[ru] (Саратов)

#### Військово-топографічне управління ГШ ЗС СРСР
1. Ленінградське вище військово-топографічне командне Червонопрапорне, ордена Червоної Зірки училище[ru] імені генерала армії О. І. Антонова (Ленінград)

#### 10-те Головне управління ГШ ЗС СРСР[ru]
1. Краснодарське військове об'єднане льотно-технічне ордена Дружби народів училище імені Героя Радянського Союзу А. К. Сєрова (Краснодар)
2. Одеське вище військове об'єднане командно-інженерне орденів Вітчизняної війни і Дружби народів училище протиповітряної оборони (Одеса)
3. Одеське вище військове об'єднане Червонопрапорне училище (Одеса)
4. Сімферопольське військове об'єднане училище (Перевальне)
5. 5-ті Центральні курси з підготовки і вдосконалення авіаційних кадрів (Кант)

## Тил Збройних сил СРСР
- Академії

1. Військова ордена Леніна академія тилу і транспорту[ru] (Ленінград)

- Командні

1. Московське вище командне училище дорожніх і інженерних військ[ru] (Балашиха)

- Тилу

1. Вольське вище військове ордена Червоної Зірки училище тилу імені Ленінського комсомолу[ru] (Ленінград)
2. Горьківське вище військове училище тилу[ru] імені Маршала Радянського Союзу І. Х. Баграмяна (Горький)

- Інженерні

1. Ульяновське вище військово-технічне училище імені Богдана Хмельницького[ru] (Ульяновськ)

### Центральне фінансове управління МО СРСР
1. Ярославське вище військове фінансове ордена Червоної Зірки училище[ru] імені генерала армії А. В. Хрульова (Ярославль)
2. Військовий фінансово-економічний факультет при Московському фінансовому інституті[en] (Москва)

### Головне військово-медичне управління МО СРСР
1. Військово-медична ордена Леніна, Червонопрапорна академія імені С. М. Кірова (Ленінград)
2. Військово-медичний факультет при Горьківському медичному інституті[ru] імені С. М. Кірова (Горький)
3. Військово-медичний факультет при Куйбишевському медичному інституті[ru] імені Д. І. Ульянова (Куйбишев)
4. Військово-медичний факультет при Саратовському медичному ордена Трудового Червоного Прапора інституті (Саратов)
5. Військово-медичний факультет при Томському медичному інституті[ru] (Томськ)
6. Військово-медичний факультет при Московському ветеринарному ордена Трудового Червоного Прапора інституті[ru] імені К. І. Скрябіна (Москва)

### Головне автомобільне управління МО СРСР
Автомобільні війська
- Командні

1. Самаркандське вище військове автомобільне командне училище імені Верховної Ради Узбецької РСР (Самарканд)
2. Уссурійське вище військове автомобільне командне училище[ru] (Уссурійськ)

- Інженерні

1. Рязанське вище військове автомобільне інженерне ордена Червоної Зірки училище[ru] (Рязань)
2. Челябінське вище військове автомобільне інженерне училище імені Головного маршала бронетанкових військ П. О. Ротмістрова (Челябінськ)

### Головне управління залізничних військ МО СРСР
Залізничні війська
1. Ленінградське вище ордена Леніна Червонопрапорне училище залізничних військ і військових сполучень імені М. В. Фрунзе (Ленінград)

## Головне військово-будівельне управління МО СРСР[ru]
Будівельні війська
- Командні

1. Горьківське вище військове будівельне командне училище (Костово)
2. Камишинське вище військове будівельне командне училище (Камишин)
3. Тольяттінське вище військове будівельне командне училище[ru] (Тольятті)

- Інженерні

1. Ленінградське вище військове інженерне будівельне Червонопрапорне училище імені генерала армії О. М. Комаровського (Ленінград)
2. Пушкінське вище військове інженерне будівельне училище (Пушкін)

## Управління начальника космічних засобів МО СРСР
- Інженерні

1. Військовий інженерний Червонопрапорний інститут імені О. Ф. Можайського (Ленінград)

## Головне управління кадрів МО СРСР
1. Факультет іноземних мов Військового Червонопрапорного інституту міністерства оборони СРСР[ru] (Москва)

## Юридична служба МО СРСР
1. Військово-юридичний факультет Військового Червонопрапорного інституту міністерства оборони СРСР[ru] (Москва)

## Спортивний комітет МО СРСР
1. Військовий двічі Червонопрапорний інститут фізичної культури (Ленінград)

## Військово-оркестрова служба МО СРСР[ru]
1. Військово-диригентський факультет при Московської державної двічі ордена Леніна консерваторії імені П. І. Чайковського (Москва)

## Головне політичне управління Радянської армії та Військово-морського флоту
- Академії

1. Військово-політична ордена Леніна і Жовтневої Революції, Червонопрапорна академія[ru] імені В. І. Леніна (Москва)

- Військово-політичні

1. Донецьке вище військово-політичне училище інженерних військ і військ зв'язку імені генерала армії О. О. Єпішева (Донецьк)
2. Київське вище військово-морське політичне училище (Київ)
3. Курганське вище військово-політичне авіаційне училище[ru] (Курган)
4. Ленінградське вище військово-політичне училище протиповітряної оборони імені Ю. В. Андропова (Ленінград)
5. Львівське вище військово-політичне ордена Червоної Зірки училище (Львів)
6. Мінське вище військово-політичне загальновійськове училище (Мінськ)
7. Новосибірське вище військово-політичне загальновійськове училище імені 60-річчя Великого Жовтня[ru] (Новосибірськ)
8. Ризьке вище військово-політичне Червонопрапорне училище[ru] імені Маршала Радянського Союзу С. С. Бірюзова (Рига)
9. Свердловське вище військово-політичне танко-артилерійське училище[ru] імені Л. І. Брежнєва (Свердловськ)
10. Сімферопольське вище військово-політичне будівельне училище (Сімферополь)
11. Талліннське вище військово-політичне будівельне училище[ru] (Таллінн)

## Ракетні війська стратегічного призначення
- Академії

1. Військова орденів Леніна, Жовтневої Революції і Суворова академія імені Ф. Е. Дзержинського (Москва)

- Командно-інженерні

1. Краснодарське вище військове командно-інженерне училище ракетних військ (Краснодар)
2. Пермське вище військове командно-інженерне Червонопрапорне училище ракетних військ[ru] імені Маршала Радянського Союзу В. І. Чуйкова (Перм)
3. Ростовське вище військове командно-інженерне училище ракетних військ імені Головного маршала артилерії М. І. Нєдєліна (Ростов-на-Дону)
4. Серпуховське вище військове командно-інженерне училище ракетних військ імені Ленінського комсомолу[ru] (Серпухов)
5. Харківське вище військове командно-інженерне училище ракетних військ імені Маршала Радянського Союзу М. І. Крилова (Харків)

- Інженерні

1. Ставропольське вище військове інженерне училище зв'язку імені 60-річчя Великого Жовтня[ru] (Ставрополь)
2. 3 факультет (інженерний) Ризького вищого військово-політичного Червонопрапорного училища імені Маршала Радянського Союзу С. С. Бірюзова (Рига)

## Сухопутні війська

### Головне управління бойової підготовки сухопутних військ ЗС СРСР
1. Вищі офіцерські ордена Леніна і Жовтневої Революції, Червонопрапорні курси «Постріл» імені Маршала Радянського Союзу Б. М. Шапошникова (Солнечногорськ)

### Загальновійськові військові навчальні заклади
- Академії

1. Військова орденів Леніна і Жовтневої Революції, Червонопрапорна, ордена Суворова академія імені М. В. Фрунзе (Москва)

- Командні

1. Алматинське вище загальновійськове командне училище[ru] імені Маршала Радянського Союзу І. С. Конєва (Алмати)
2. Бакинське вище загальновійськове командне училище імені Верховної Ради Азербайджанської РСР (Баку)
3. Далекосхідне вище загальновійськове командне Червонопрапорне училище[ru] імені Маршала Радянського Союзу К. К. Рокосовського (Благовєщенськ)
4. Київське вище загальновійськове командне двічі Червонопрапорне училище імені М. В. Фрунзе (Київ)
5. Ленінградське вище загальновійськове командне двічі Червонопрапорне училище[ru] імені С. М. Кірова (Петродворец)
6. Московське вище загальновійськове командне орденів Леніна і Жовтневої Революції, Червонопрапорне училище імені Верховної Ради РРФСР (Москва)
7. Одеське вище військове об'єднане командне Червонопрапорна училище(Одеса)
8. Омське вище загальновійськове командне двічі Червонопрапорне училище[ru] імені М. В. Фрунзе (Омськ)
9. Орджонікідзевське вище загальновійськове командне двічі Червонопрапорне училище імені Маршала Радянського Союзу А. І. Єрьоменко (Орджонікідзе)
10. Ташкентське вище загальновійськове командне Червонопрапорне, ордена Червоної Зірки училище[ru] імені В. І. Леніна (Ташкент)

### Танкові війська
- Академії

1. Військова орденів Леніна і Жовтневої Революції, Червонопрапорна академія бронетанкових військ імені Маршала Радянського Союзу Р. Я. Малиновського (Москва)

- Командні

1. Благовєщенське вище танкове командне Червонопрапорне училище[ru] імені Маршала Радянського Союзу К. П. Мерецкова (Благовєщенськ)
2. Казанське вище танкове командне Червонопрапорне училище[ru] імені Президії Верховної Ради Татарської АРСР (Казань)
3. Ташкентське вище танкове командне ордена Леніна училище імені двічі Героя Радянського Союзу маршала бронетанкових військ П. С. Рибалко (Чирчик)
4. Ульяновське гвардійське вище танкове командне двічі Червонопрапорне, ордена Червоної Зірки училище імені В. І. Леніна (Ульяновськ)
5. Харківське гвардійське вище танкове командне ордена Червоної Зірки училище імені Верховної Ради Української РСР (Харків)
6. Челябінське вище танкове командне училище імені 50-річчя Великого Жовтня (Челябінськ)

- Інженерні

1. Київське вище танкове інженерне ордена Червоної Зірки училище імені Маршала Радянського Союзу І. Г. Якубовського (Київ)
2. Омське вище танкове інженерне ордена Червоної Зірки училище[ru] імені Маршала Радянського Союзу П. К. Кошового (Омськ)

### Ракетні війська та артилерія
- Академії

1. Військова артилерійська ордена Леніна, Червонопрапорна академія імені М. І. Калініна (Ленінград)

- Командні

1. Коломенське вище артилерійське командне ордена Леніна, Червонопрапорне училище[ru] імені Жовтневої Революції (Коломна)
2. Ленінградське вище артилерійське командне ордена Леніна, Червонопрапорне училище імені Червоного Жовтня (Ленінград)
3. Одеське вище артилерійське командне ордена Леніна училище[ru] імені М. В. Фрунзе (Одеса)
4. Сумське вище артилерійське командне двічі Червонопрапорне училище імені М. В. Фрунзе (Суми)
5. Тбіліське вище артилерійське командне Червонопрапорне, ордена Червоної Зірки училище[ru] імені 26 Бакинських комісарів (Тбілісі)
6. Хмельницьке вище артилерійське командне училище імені маршала артилерії М. Д. Яковлєва (Хмельницький)

- Командно-інженерні

1. Казанське вище військове командно-інженерне училище ракетних військ імені маршала артилерії М. М. Чистякова (Казань)
2. Саратовське вище військове командно-інженерне Червонопрапорне, ордена Червоної Зірки училище ракетних військ імені Героя Радянського Союзу генерал-майора О. І. Лізнюкова (Саратов)

- Інженерні

1. Пензенське вище артилерійське інженерне ордена Червоної Зірки училище[ru] імені Головного маршала артилерії М. М. Воронова (Пенза)
2. Тельське вище артилерійське інженерне орденів Леніна і Жовтневої Революції училище імені Тульського пролетаріату[ru] (Тула)

### Війська зв'язку
- Академії

1. Військова ордена Леніна, Червонопрапорна академія зв'язку імені Маршала Радянського Союзу С. М. Будьонного (Ленінград)

- Командні

1. Кемеровське вище військове командне училище зв'язку імені маршала військ зв'язку І. Т. Пересипкіна (Кемерово)
2. Новочеркаське вище військове командне Червонопрапорне училище зв'язку[ru] імені Маршала Радянського Союзу В. Д. Соколовського (Новочеркаськ)
3. Полтавське вище військове командне училище зв'язку імені Маршала Радянського Союзу К. С. Москаленко (Полтава)
4. Рязанське вище військове командне училище зв'язку[ru] імені Маршала Радянського Союзу М. В. Захарова (Рязань)
5. Томське вище військове командне ордена Червоної Зірки училище зв'язку[ru] (Томськ)
6. Ульяноське вище військове командне ордена Червоної Зірки училище зв'язку імені Г. К. Орджонікідзе (Ульяновськ)

- Інженерні

1. Київське вище військове інженерне двічі Червонопрапорне училище зв'язку імені М. І. Калініна (Київ)
2. Ленінградське вище військове інженерне училище зв'язку імені Ленради[ru] (Ленінград)

### Інженерні війська
- Академії

1. Військово-інженерна ордена Леніна, Червонопрапорна академія[ru] імені В. В. Куйбишева (Москва)

- Командні

1. Кам'янець-Подільське вище військово-інженерне командне училище імені маршала інженерних військ В. К. Харченко (Кам'янець-Подільський)
2. Тюменське вище військово-інженерне командне училище імені маршала інженерних військ О. І. Прошлякова (Тюмень)

- Інженерні

1. Калінінградське вище інженерне ордена Леніна, Червонопрапорне училище інженерних військ імені А. О. Жданова (Калінінград)

### Хімічні війська
- Академії

1. Військова ордена Жовтневої Революції, Червонопрапорна академія радіаційного, хімічного та біологічного захисту імені Маршала Радянського Союзу С. К. Тимошенко (Москва)

- Командні

1. Костромське вище військове командне училище хімічного захисту (Кострома)
2. Тамбовське вище військове командне Червонопрапорне училище хімічного захисту імені М. І. Подвойського (Тамбов)

- Інженерні

1. Саратовське вище військове інженерне училище хімічного захисту (Саратов)

### Повітряно-десантні війська
- Командні

1. Рязанське вище повітряно-десантне командне двічі Червонопрапорне училище імені Ленінського комсомолу (Рязань)

### Війська протиповітряної оборони сухопутних військ
- Академії

1. Військова академія протиповітряної оборони сухопутних військ імені Маршала Радянського Союзу О. М. Василевського (Київ)

- Командні

1. Ленінградське вище зенітне ракетне командне ордена Червоної Зірки училище імені 60-річчя Великого Жовтня (Ленінград)
2. Оренбурзьке вище зенітне ракетне командне Червонопрапорне училище імені Г. К. Орджонікідзе (Оренбург)
3. Полтавське вище зенітне ракетне командне Червонопрапорне училище імені генерала армії М. Ф. Ватутіна (Полтава)

- Інженерні

1. Київське вище зенітне ракетне інженерне ордена Леніна Червонопрапорне училище імені С. М. Кірова (Київ)
2. Смоленське вище зенітне ракетне інженерне училище[ru] (Смоленськ)

## Війська протиповітряної оборони
- Академії

1. Військова командна Червонопрапорна академія протиповітряної оборони[ru] імені Маршала Радянського Союзу Г. К. Жукова (Калінін)
2. Військова інженерна радіотехнічна орденів Жовтневої Революції і Вітчизняної війни академія протиповітряної оборони імені Маршала Радянського Союзу Л. О. Говорова (Харків)

- Командні

1. Горьківське вище зенітне ракетне командне училище протиповітряної оборони (Горький)
2. Дніпропетровське вище зенітне ракетне командне училище протиповітряної оборони (Дніпропетровськ)
3. Орджонікідзевське вище зенітне ракетне командне училище протиповітряної оборони імені генерала армії І. О. Плієва (Орджонікідзе)
4. Енгельське вище зенітне ракетне командне училище протиповітряної оборони (Енгельс)
5. Ярославське вище зенітне ракетне командне училище протиповітряної оборони імені 60-річчя Великого Жовтня[ru] (Ярославль)
6. Вільнюське вище командне училище радіоелектроніки протиповітряної оборони[ru] (Вільнюс)
7. Красноярське вище командне училище радіоелектроніки протиповітряної оборони[ru] (Красноярськ)

- Командно-інженерні

1. Житомирське вище командне ордена Жовтневої Революції, Червонопрапорне училище радіоелектроніки протиповітряної оборони імені Ленінського комсомолу (Житомир)
2. Одеське вище військове об'єднане командно-інженерне училище ППО (Одеса)
3. Пушкінське вище ордена Червоної Зірки училище радіоелектроніки протиповітряної оборони імені маршала авіації Є. Я. Савицького (Пушкін)

- Інженерні

1. Мінське вище інженерне зенітне ракетне училище протиповітряної оборони (Мінськ)
2. Київське вище інженерне радіотехнічне училище протиповітряної оборони імені маршала авіації О. І. Покришкіна (Київ)

- Льотні училища[ru]

1. Армавірське вище військове авіаційне Червонопрапорне училище льотчиків протиповітряної оборони імені Головного маршала авіації П. С. Кутахова (Армавір)
2. Ставропольське вище військове авіаційне училище льотчиків і штурманів протиповітряної оборони[ru] імені маршала авіації В. О. Судця (Ставрополь)

## Військово-повітряні сили
- Академії

1. Військово-повітряна Червонопрапорна, ордена Кутузова академія імені Ю. О. Гагаріна (Моніно, Московська область)
2. Військово-повітряна інженерна орденів Леніна і Жовтневої Революції, Червонопрапорна академія імені професора М. Є. Жуковського (Москва)

- Льотні училища[ru]

1. Балашовське вище військове авіаційне училище льотчиків[ru] імені Головного маршала авіації О. О. Новикова (Балашов)
2. Барнаульське вище військове авіаційне училище льотчиків[ru] імені Головного маршала авіації К. А. Вершиніна (Барнаул)
3. Борисоглєбське вище військове авіаційне ордена Леніна, Червонопрапорне училище льотчиків імені В. П. Чкалова (Борисоглєбськ)
4. Єйське вище військове авіаційне ордена Леніна училище льотчиків[ru] імені двічі Героя Радянського Союзу льотчика-космонавта СРСР В. М. Комарова (Єйськ)
5. Качинське вище військове авіаційне ордена Леніна, Червонопрапорне училище льотчиків імені О. Ф. М'ясникова (Волгоград)
6. Оренбурзьке вище військове авіаційне Червонопрапорне училище льотчиків[ru] імені двічі Героя Радянського Союзу І. С. Полбіна (Оренбург)
7. Саратовське вище військове авіаційне училище льотчиків (Саратов)
8. Сизранське вище військове авіаційне училище льотчиків імені 60-річчя СРСР[ru] (Сизрань)
9. Тамбовське вище авіаційне Червонопрапорне училище льотчиків імені М. М. Раскової (Тамбов)
10. Уфимське вище військове авіаційне училище льотчиків[ru] (Уфа)
11. Харківське вище військове авіаційне ордена Червоної Зірки училище льотчиків імені двічі героя Радянського Союзу С. І. Грицевця (Харків)
12. Чернігівське вище військове авіаційне училище льотчиків імені Ленінського Комсомолу (Чернігів)
13. Ворошиловградське вище військове авіаційне училище штурманів імені Пролетаріату Донбасу (Ворошиловград)
14. Челябінське вище військове авіаційне Червонопрапорне училище штурманів імені 50-річчя ВЛКСМ[ru] (Челябінськ)

- Вищі інженерні училища

1. Воронезьке вище військове авіаційне інженерне училище[ru] (Воронеж)
2. Даугавпілське вище військове авіаційне інженерне училище[ru] імені Яна Фабриціуса (Даугавпілс)
3. Іркутське вище військове авіаційне інженерне ордена Червоної Зірки училище імені 50-річчя ВЛКСМ[ru] (Іркутськ)
4. Київське вище військове авіаційне інженерне училище (Київ)
5. Ризьке вище військове авіаційне інженерне училище[ru] імені Якова Алкніса (Рига)
6. Тамбовське вище військове авіаційне інженерне ордена Леніна, Червонопрапорне училище[ru] імені Ф. Е. Дзержинського (Тамбов)
7. Харківське вище військове авіаційне інженерне Червонопрапорне училище (Харків)
8. Харківське вище військове авіаційне училище радіоелектроніки імені ЛКСМУ (Харків)

- Середні авіаційні технічні училища

1. Ачинське військове авіаційне технічне училище імені 60-річчя ВЛКСМ (Ачинськ)
2. Васильківське військове авіаційне технічне училище імені 50-річчя ЛКСМУ (Васильків)
3. Калінінградське військове авіаційне технічне училище (Калінінград)
4. Кіровське військове авіаційне технічне училище (Кіров)
5. Ломоносівське військове авіаційне технічне училище (с. Лебяже, Ленінградська область)
6. Пермське військове авіаційне технічне училище імені Ленінського комсомолу (Перм)

## Військово-морський флот
- Академії

1. Військово-морська орденів Леніна, Жовтневої Революції і Ушакова академія імені Адмірала Флоту Радянського Союзу М. Г. Кузнецова (Ленінград)
2. Вищі ордена Леніна спеціальні офіцерські класи військово-морського флоту (Ленінград)

- Командні

1. Вище військово-морське ордена Леніна, Червонопрапорне, ордена Ушакова училище імені М. В. Фрунзе (Ленінград)
2. Калінінградське вище військово-морське училище (Калінінград)
3. Каспійське вище військово-морське Червонопрапорне училище[ru] імені С. М. Кірова (Баку)
4. Тихоокеанське вище військово-морське училище[ru] імені С. О. Макарова (Владивосток)
5. Чорноморське вище військово-морське ордена Червоної Зірки училище імені П. С. Нахімова (Севастополь)
6. Вище військово-морське училище підводного плавання імені Ленінського комсомолу[ru] (Ленінград)
7. Ломоносівське мореходне училище військово-морського флоту (Ломоносов)

- Інженерні

1. Вище військово-морське інженерне ордена Леніна училище імені Ф. Е. Дзержинського (Ленінград)
2. Ленінградське вище військово-морське інженерне училище імені В. І. Леніна (Пушкін)
3. Севастопольське вище військово-морське інженерне училище[ru] (Севастополь)
4. Військово-морський інститут радіоелектроніки імені О. С. Попова (Петродворец)

## Комітет державної безпеки СРСР
1. Вища Червонопрапорна школа КДБ СРСР імені Ф. Е. Дзержинського (Москва)
2. Вищі курси КДБ СРСР (Алма-Ата)
3. Вищі курси КДБ СРСР (Горький)
4. Вищі курси КДБ СРСР (Київ)
5. Вищі курси КДБ СРСР (Ленінград)
6. Вищі курси КДБ СРСР (Мінськ)
7. Вищі курси КДБ СРСР (Свердловськ)
8. Вищі курси КДБ СРСР (Ташкент)
9. Вищі курси КДБ СРСР (Тбілісі)

### Перше головне управління
1. Червонопрапорний інститут КДБ СРСР імені Ю. В. Андропова (Москва)

### Третє головне управління
1. Вищі курси військової контррозвідки (Новосибірськ)

### Прикордонні війська[1]
1. Вищі прикордонні командні курси (Москва)[2]

- Командні

1. Вище прикордонне командне ордена Жовтневої Революції, Червонопрапорне училище КДБ СРСР[ru] імені Ф. Е. Дзержинського (Алма-Ата)
2. Московське вище прикордонне командне ордена Жовтневої Революції, Червонопрапорне училище КДБ СРСР імені Мосради[ru] (Москва)

- Військово-політичне

1. Вище прикордонне військово-політичне ордена Жовтневої Революції, Червонопрапорне училище КДБ СРСР[ru] імені К. Є. Ворошилова (Голіцино)

### Військаурядового зв'язку
- Командне

1. Орловське вище військове командне училище зв'язку КДБ СРСР[ru] імені М. І. Калініна (Орел)

## Міністерство внутрішніх справ СРСР

### Внутрішні війська[1]
- Командні

1. Новосибірське вище військове командне училище МВС СРСР[ru] (Новосибірськ)
2. Орджонікідзевське вище військове командне Червонопрапорне училище МВС СРСР імені С. М. Кірова (Орджонікідзе)
3. Пермське вище військове командне училище МВС СРСР (Перм)
4. Саратовське вище військове командне Червонопрапорне училище МВС СРСР імені Ф. Е. Дзержинського (Саратов)

- Тилу

1. Харківське вище військове училище тилу МВС СРСР (Харків)

- Військово-політичне

1. Вище політичне училище МВС СРСР імені 60-річчя ВЛКСМ[ru] (Ленінград)

## Міністерство середнього машинобудування СРСР

### Управління військово-будівельних загонів МСМ СРСР
1. Волзьке вище військове будівельне командне училище (Дубна)

## Міністерство будівництва у східних районах СРСР[3][4]
- Командно-інженерне

1. Хабаровське вище військове будівельне училище[ru][5]

## СуворовськііНахімовськіучилищаМіністерства оборони СРСР
1. Казанське Суворовське військове училище[ru]
2. Калінінське Суворовське військове училище[ru]
3. Київське Суворовське військове училище
4. Ленінградське Суворовське військове училище[ru]
5. Мінське Суворовське військове училище
6. Московське Суворовське військове училище[ru]
7. Свердловське Суворовське військове училище[ru]
8. Уссурійське Суворовське військове училище[ru]
9. Ленінградське Нахімовське військово-морське училище[ru]
10. Московське військово-музичне училище[en]

## Підготовчі військові навчальні закладиМіністерства вищої та середньої спеціальної освіти СРСР
1. Республіканська спецшкола-інтернат з поглибленим вивченням російської мови та посиленою військово-фізичною підготовкою імені Героя Радянського Союзу Бауиржан Момишули[ru] (Алмати)
2. Республіканська спецшкола-інтернат з поглибленим вивченням російської мови та посиленою військово-фізичною підготовкою (Ашгабат)
3. Республіканська спецшкола-інтернат з поглибленим вивченням російської мови та посиленою військово-фізичною підготовкою (Кишинів)
4. Республіканська спецшкола-інтернат з поглибленим вивченням російської мови та посиленою військово-фізичною підготовкою (Львів)
5. Республіканська спецшкола-інтернат з поглибленим вивченням російської мови та посиленою військово-фізичною підготовкою (Рига)
6. Республіканська спецшкола-інтернат з поглибленим вивченням російської мови та посиленою військово-фізичною підготовкою (Ташкент)
7. Республіканська спецшкола-інтернат з поглибленим вивченням російської мови та посиленою військово-фізичною підготовкою (Тбілісі)
8. Республіканська спецшкола-інтернат з поглибленим вивченням російської мови та посиленою військово-фізичною підготовкою іммені 60-ти ліття Компартії Киргизії (Фрунзе)
9. Спецшкола-інтернат з поглибленим вивченням російської мови та посиленою військово-фізичною підготовкою[en] (Баку)
10. Спецшкола-інтернат з поглибленим вивченням російської мови та посиленою військово-фізичною підготовкою (Душанбе)
11. Спецшкола-інтернат з поглибленим вивченням російської мови та посиленою військово-фізичною підготовкою (Караганда)
12. Спецшкола-інтернат з поглибленим вивченням російської мови та посиленою військово-фізичною підготовкою (Кривий Ріг)
13. Спецшкола-інтернат з поглибленим вивченням російської мови та посиленою військово-фізичною підготовкою (Самарканд)
14. Спецшкола-інтернат з поглибленим вивченням російської мови та посиленою військово-фізичною підготовкою (Дашогуз)
15. Спецшкола-інтернат з поглибленим вивченням російської мови та посиленою військово-фізичною підготовкою (Ургенч)
16. Спецшкола-інтернат з поглибленим вивченням російської мови та посиленою військово-фізичною підготовкою (Фергана)
17. Спецшкола-інтернат з поглибленим вивченням російської мови та посиленою військово-фізичною підготовкою (Черкеськ)
18. Спецшкола-інтернат з поглибленим вивченням російської мови та посиленою військово-фізичною підготовкою (Шимкент)